# Maureen Koster
Maureen Koster (* 3. Juli 1992 in Gouda) ist eine niederländische Leichtathletin, die im Mittel- und Langstreckenlauf antritt.

## Sportliche Laufbahn
Erste internationale Erfahrungen sammelte Maureen Koster beim Europäischen Olympischen Jugendfestival 2009 in Tampere, bei dem sie im 1500-Meter-Lauf in 4:30,45 min den neunten Platz belegte. 2010 schied sie bei den Juniorenweltmeisterschaften im kanadischen Moncton mit 4:22,08 min bereits in der Vorrunde aus, wie auch bei den Junioreneuropameisterschaften 2011 in Tallinn. 2013 gelangte sie bei den U23-Europameisterschaften in Tampere bis ins Finale, konnte dort ihren Lauf aber nicht beenden. Sie qualifizierte sich auch für die Weltmeisterschaften in Moskau, bei denen sie bis in das Halbfinale vorstieß und dort mit 4:08,15 min ausschied. Im Jahr darauf schied sie bei den Europameisterschaften in Zürich mit 4:15,11 min in der ersten Runde aus und bei den Halleneuropameisterschaften 2015 in Prag gewann sie im 3000-Meter-Lauf in 8:51,64 min die Bronzemedaille hinter der Russin Jelena Korobkina und Swjatlana Kudselitsch aus Weißrussland. Korobkina wurde ihre Goldmedaille im Jahr 2023 wegen eines Dopingverstoßes aberkannt und dadurch rückte Koster auf den Silberrang vor. Im Sommer gelangte sie bei den Weltmeisterschaften in Peking über 1500 Meter bis in das Halbfinale und schied dort mit 4:10,95 min aus, während sie im 5000-Meter-Lauf in der Vorrunde nicht das Ziel erreichte. 2016 verpasste sie bei den Hallenweltmeisterschaften in Portland in 8:56,44 min als Vierte über 3000 Meter nur knapp eine Medaille. Über 1500 Meter nahm sie im August an den Olympischen Spielen in Rio de Janeiro teil und schied dort mit 4:13,15 min bereits im Vorlauf aus.
2017 belegte sie bei den Halleneuropameisterschaften in Belgrad in 8:48,99 min den vierten Platz über 3000 Meter und im Jahr darauf wurde sie bei den Europameisterschaften in Berlin in 15:21,64 min Achte über 5000 Meter. 2019 erreichte sie bei den Halleneuropameisterschaften in Glasgow in 8:56,22 min Rang sechs und Anfang Oktober gelangte sie bei den Weltmeisterschaften in Doha über 5000 Meter in der ersten Runde nicht das Ziel. 2021 erreichte sie bei den Halleneuropameisterschaften in Toruń ein weiteres Mal das Finale über 3000 Meter und konnte dort ihr Rennen aber nicht beenden. Im Jahr darauf siegte sie in 4:08,77 min über 1500 Meter beim Meeting Iberoamericano und im Juli startete sie über 5000 Meter bei den Weltmeisterschaften in Eugene, bei denen sie mit 15:18,17 min im Vorlauf ausschied. Anschließend belegte sie bei den Europameisterschaften in München in 15:03,29 min den vierten Platz. 2023 wurde sie bei den Halleneuropameisterschaften in Istanbul in 8:47,17 min Sechste über 3000 Meter. Im August gelangte sie bei den Weltmeisterschaften in Budapest mit 15:00,78 min im Finale auf den zwölften Platz über 5000 Meter. Im Dezember gewann sie bei den Crosslauf-Europameisterschaften in Brüssel in 19:46 min gemeinsam mit Kevin Viezee, Jetske van Kampen und Bram Anderiessen die Silbermedaille in der Mixed-Staffel hinter dem französischen Team. Im Jahr darauf belegte sie bei den Europameisterschaften in Rom in 14:46,46 min den vierten Platz über 5000 Meter und verpasste anschließend bei den Olympischen Sommerspielen in Paris mit 15:03,66 min den Finaleinzug.
In den Jahren 2012 und 2013 sowie 2015 und 2022 wurde Koster niederländische Meisterin im 1500-Meter-Lauf im Freien sowie 2019 und 2023 in der Halle. Zudem wurde sie 2017, 2021 und 2023 Hallenmeisterin über 3000 Meter. 2022 siegte sie im Halbmarathon.

## Persönliche Bestleistungen
- 800 Meter: 2:02,15 min, 2. August 2014 in Ninove
  - 800 Meter (Halle): 2:08,67 min, 22. Februar 2014 in Apeldoorn
- 1000 Meter: 2:40,09 min, 22. August 2014 in Amsterdam
  - 1000 Meter (Halle): 2:37,85 min, 25. Februar 2023 in Manchester (niederländischer Rekord)
- 1500 Meter: 3:59,79 min, 17. Juli 2015 in Monaco
  - 1500 Meter (Halle): 4:07,98 min, 18. Februar 2023 in Apeldoorn
- Meile: 4:32,08 min, 3. Juni 2018 in Hengelo
- 3000 Meter: 8:26,30 min, 30. Mai 2024 in Oslo
  - 3000 Meter (Halle): 8:44,63 min, 18. Februar 2017 in Birmingham
- 5000 Meter: 14:44,46 min, 7. Juni 2024 in Rom
- 10-km-Straßenlauf: 31:20 min, 25. Februar 2024 in Castelló de la Plana
- Halbmarathon: 1:10:06 h, 6. Oktober 2024 in Breda